# Église du château de Königsberg
 (avril 2013).
L’église du château de Königsberg était l'église du sacre en gothique de brique construite dans l'enceinte du château.

## Description
Avec une longueur totale de 83 mètres pour 18 de large, l'église constituait l'intégralité de la façade occidentale du château de Königsberg. De l'extérieur elle était encadrée par deux tours de défense rondes à l'angle de Wilhelmplatz-Gesecusplatz et de Gesecusplatz-Schloßstraße. Le clocher, qui faisait également fonction de tour principale du château s'élevait sur le côté sud-ouest du château et fut doté d'une nouvelle flèche par Friedrich August Stüler entre  1864 à 1866. Son horloge sonnait à 11h00 le carillon Ach bleib mit deiner Gnade (Ô reste avec ta grâce) et à 21h00 le carillon Nun ruhen alle Wälder (Désormais toutes les forêts reposent)
Au-dessus de l'église se trouvait la salle des Moscovites. En arrivant de la cour du château, on entrait dans l'église en passant par le côté le plus long à l'est. Sur la gauche, à côté de l'entrée, dans une niche derrière l'autel avait été placée la chaire à prêcher datée de 1706. La chaire, l'autel, les galeries et la loge royale étaient construits dans le style baroque. À l'intérieur l'église originale mononef fut soutenue après les transformations de 1806 par quatre fines colonnes centrales qui partagèrent l'église en deux et sur lesquelles s'appuyaient des croisées d'ogives en filigranes néogothiques. Sur les murs ouest, sud et nord, avaient été érigées des galeries à des fins d'agrandissement. L'orgue datait des années 1731/32. Aux murs, sur les colonnes et sur les balustrades des galeries étaient fixées des plaques commémoratives pour les soldats de Prusse Orientale tombés en 1813, ainsi que les armoiries de l'Ordre de l'Aigle noir. Sachant qu'elle était également église de garnison depuis 1816, les plaques commémoratives comportaient également les noms de batailles et de troupes. À noter également, les 4 tableaux ronds (1. “l'Annonciation de la naissance de Jésus“, 2. “La Naissance de Jésus“, 3. “Ecce homo“ (Le Christ à la couronne d'épine) et 4. Le Christ apparaissant à Madeleine  en jardinier“) d'Anton Möller (de), 1563-1611 (connu comme le “Peintre de Dantzig“) au-dessus des portes extérieures ainsi qu'au-dessus de celles de l'espace central à l'intérieur de la “Loge Royale“.
Galerie d'images

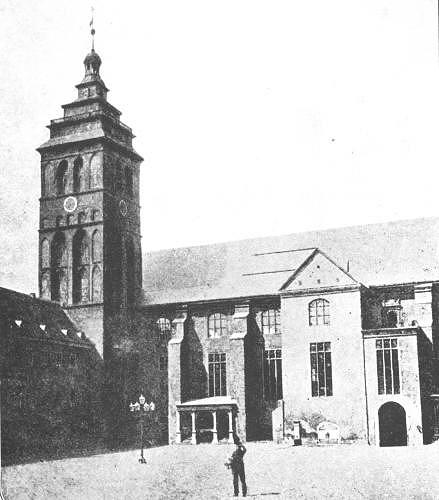
Façade orientale côté cour de l'église du château, avec l'ancienne flèche
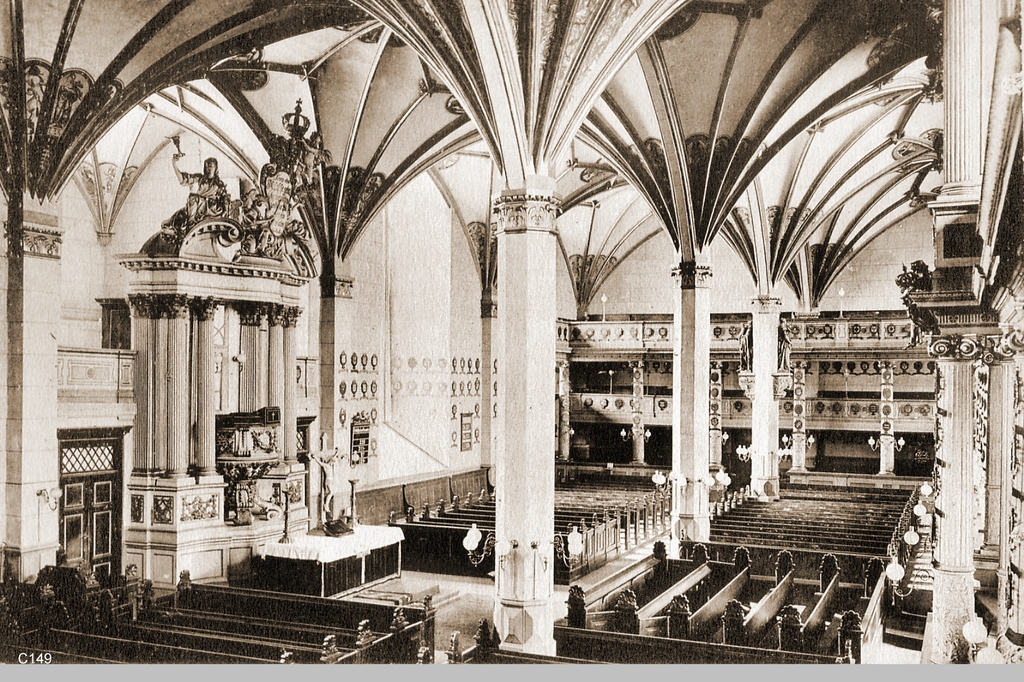
Vue intérieure
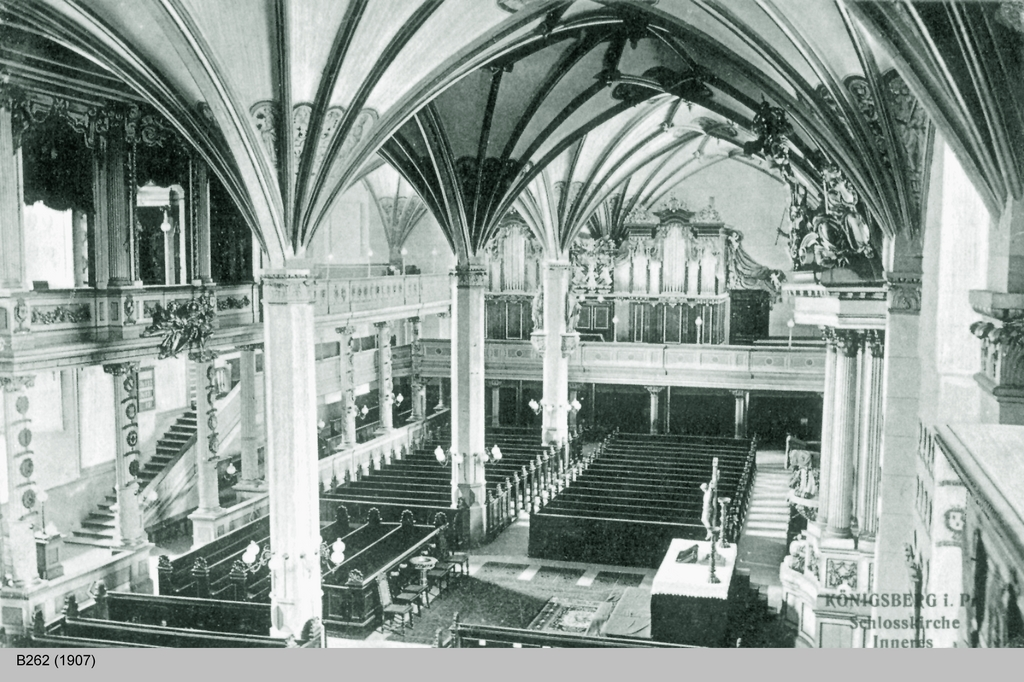
Vue intérieure de l'église sur l'autel, la chaire et les deux entrées

## Histoire

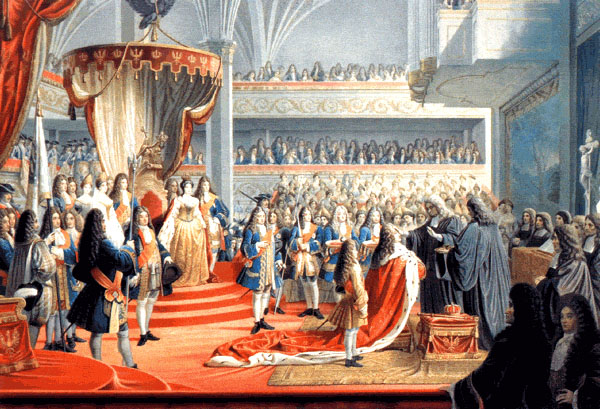
Onctions du Roi Frédéric Ier. (1701)

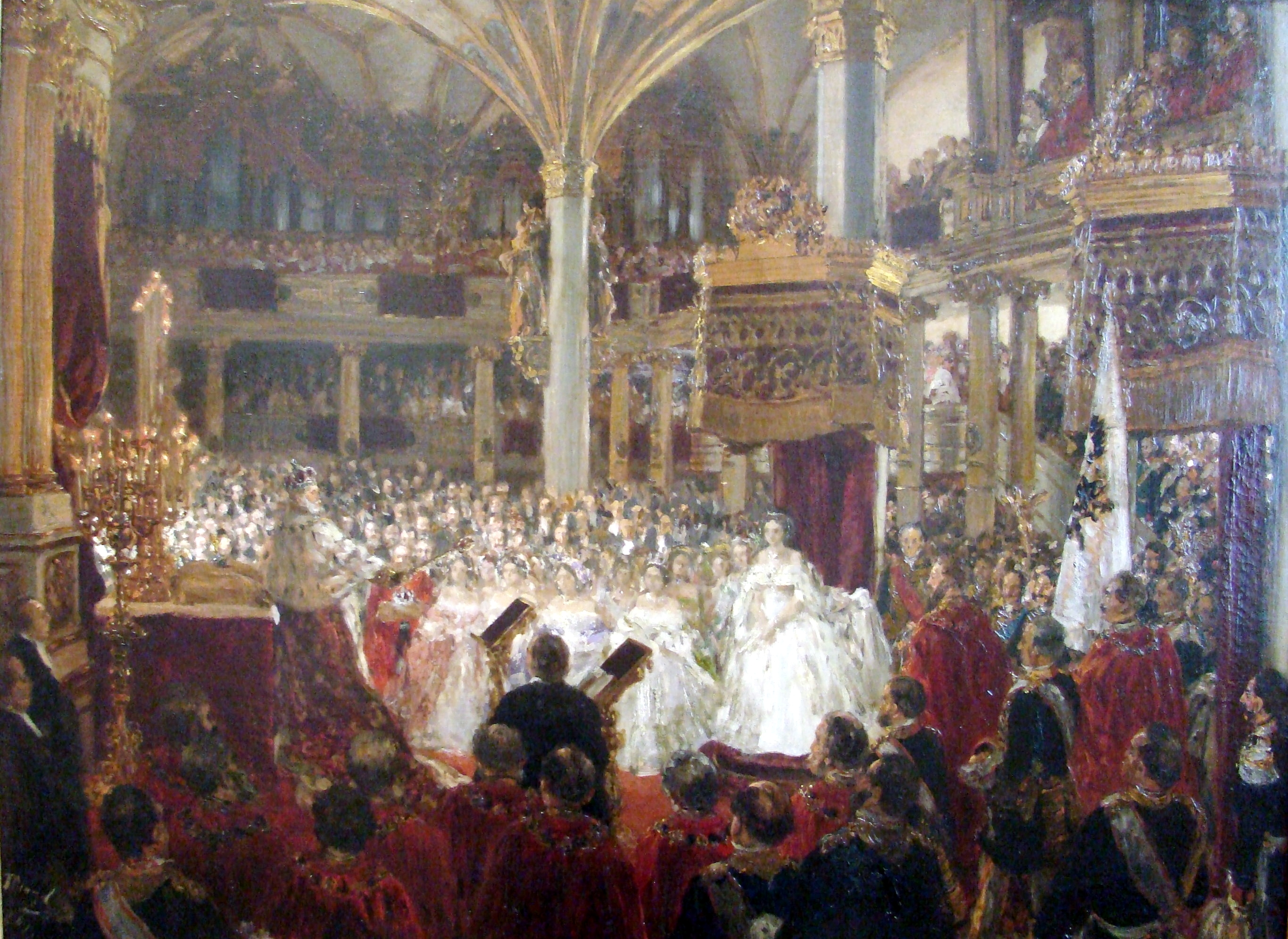
Couronnement du Roi par Adolph Menzel - 1861

Le duc Albert Frédéric de Prusse fit développer le Château de Königsberg comme résidence principale du duché, fief séculier vassal de la Pologne. Ce faisant, il souhaitait que le Château de Königsberg fut doté d'une église ainsi que d'une grande salle des fêtes et de réception, dans le but d'élever le château d'habitation des ducs au rang de bâtiment de représentation du duché de Prusse (débuté en 1584 par Blasius Berwart (de), ingénieur du bâtiment originaire de Stuttgart poursuivi par le maître tailleur de pierre Michel jusqu'en 1587 et achevé par Hans Wismar en 1593). C'est ainsi que fut érigée l'église du château à double nef, flanquée de deux puissantes tour rondes et surmontée du sud au nord de la gigantesque Salle des Moscovites (Moscowitersaal en allemand). Ce faisant, l'Église du Château fut donc la première église régionale. Le prédécesseur d'Albert-Frédéric, Albert de Brandebourg avait converti le pays à la foi luthérienne et de ce fait, cette Église, au sein de la résidence ducale, symbolisait l'idée luthérienne de l'unité entre le trône et l'autel. C'est pourquoi fut aussi exposée ici la dépouille du Grand Electeur ou que les funérailles la Reine Louise y furent célébrées.
Frédéric Ier fonda également à cet endroit l'Ordre de l'Aigle noir le 17 janvier 1701. Le lendemain, il se couronna lui-même en ces lieux, premier Roi en Prusse. Les festivités du couronnement engloutirent l'équivalent de 2,5 fois le budget annuel de l'état. C'est pourquoi, les successeurs plus économes se firent simplement rendre hommage lors de l'intronisation. Ce n'est que plus tard, à la suite de la promulgation de la constitution en 1850, lorsqu'apparurent des litiges portant sur le fait de savoir si l'intronisation devait à présent s'effectuer par hommage héréditaire ou bien, comme il était stipulé dans la constitution, par une prestation de serment, que Guillaume Ier décida de se faire couronner à nouveau à Königsberg. Dans le cadre de ce sacre majestueux qui se déroula le 18 octobre 1861 il ne fit qu'une simple allusion à cette constitution, insupportable à ses yeux, dans le serment qu'il prononça : « Par la grâce de Dieu, les Rois de Prusse portent la couronne depuis 160 ans. Après que le Trône fut entouré d'institutions modernes, je ceins la couronne en tant que Roi. Mais, conscient que la couronne ne vient que de Dieu, j'ai témoigné au travers du sacre en ce lieu saint, que je l'ai reçue dans l'humilité et par des mains libres »
Il est à noter que dans son tableau disparu en 1945, le peintre Adolph von Menzel représenta non pas le sacre, mais bien la prestation de serment du Roi. C'est également ainsi que fut représenté le Roi par la statue de la place de l'Empereur Guillaume (Kaiser-Wilhelm-Platz) à Königsberg. Les joyaux de la couronne qui furent spécialement fabriqués pour la cérémonie ont été perdus depuis 1945.
L'Église du Château a été détruite durant la Seconde Guerre mondiale par le bombardement de Königsberg et la bataille de Königsberg. Les murs en ruine encore debout furent dynamités en 1968 sous Léonid Ilitch Brejnev.

## Sources et bibliographie
- (de) Cet article est partiellement ou en totalité issu de l’article de Wikipédia en allemand intitulé « Schlosskirche (Königsberg) » (voir la liste des auteurs).
- (de) Robert Albinus : Königsberger Lexikon. Stadt und Umgebung. éd. Flechsig, Würzburg 2002  (ISBN 3-88189-441-1)
- (de) Wulf D. Wagner, Heinrich Lange: Das Königsberger Schloss. Eine Bau- und Kulturgeschichte, vol.1: Von der Gründung bis zur Regierung Friedrich Wilhelms I. (1255-1740), éd. Schnell und Steiner, Regensburg 2008,  (ISBN 978-3-7954-1953-0)
- (de) Wulf D. Wagner, Heinrich Lange: Das Königsberger Schloss. Eine Bau- und Kulturgeschichte. Vol. 2: Von Friedrich dem Großen bis zur Sprengung (1740-1967/68). Das Schicksal seiner Sammlungen nach 1945. Schnell und Steiner, Regensburg 2011,  (ISBN 978-3-7954-1953-0)
- (de) Karl Baedeker : Das Deutsche Reich und einige Grenzgebiete, éd. Karl Baedeker, Leipzig 1936 p. 78-79
- (de) Fritz Gause : Königsberg in Preußen.: Die Geschichte einer europäischen Stadt, éd. Rautenberg, Gerhard, Vlg., 1987,  (ISBN 3-79210-345-1) (ISBN 9783792103456)
- (de) Herbert Meinhard Mühlpfordt: Königsberg von A bis Z: e. Stadtlexikon, éd. Aufstieg-Verlag, 1976,  (ISBN 3-7612-0092-7)
- (de) Hans-Georg Tautorat: Königsberg in Preussen: Geschichte, Kultur, Schicksal, éd. Schöning 1987,  (ISBN 3980124703) (ISBN 9783980124706) p. 56
- (de) Gunnar Strunz: Königsberg entdecken: unterwegs zwischen Memel und Haff, éd. Trescher Verlag, 2006,  (ISBN 389794071X) (ISBN 9783897940710) p. 104-109